# Edmund Gunter
Edmund Gunter (* 1581 in Hertfordshire; † 10. Dezember 1626 in London) war ein englischer Mathematiker und Astronom. Er war bekannt als Erfinder mathematischer Instrumente und eines Vorläufers des Rechenschiebers.

## Leben und Wirken
Gunter hatte walisische Wurzeln. Er besuchte die Westminster School und ab 1600 das Christ Church College der Universität Oxford. Nach 1603 blieb er weiter in Oxford, wurde ordiniert, wurde 1614 Prediger und erhielt 1615 den Bachelor-Abschluss in Theologie (Bachelor of Divinity). 1615 wurde er Rektor der Kirchen St. George in Southwark und St. Mary Magdalen in Oxford – er hatte diese Posten bis zu seinem Lebensende inne. Seit seiner Jugend interessierte er sich für Mathematik, diskutierte darüber mit seinem Freund Henry Briggs und machte auf diesem Gebiet solche Fortschritte, dass er 1620 auf Empfehlung von Briggs Professor für Astronomie am Gresham College in London wurde, was er bis zu seinem Tod blieb. Den Posten verdankte er der Patronage des Politikers John Egerton (1579–1649). Zuvor hatte er sich vergeblich um die von Henry Savile 1619 neu gegründete Savile-Professur in Oxford beworben. Savile soll sich dabei sehr abwertend über die mathematischen Instrumente geäußert haben, mit denen Gunter seine Eignung demonstrieren wollte und die nach Auffassung von Savile nicht der wahren Lehre der Geometrie entsprachen. Die erste Savile-Professur für Geometrie erhielt stattdessen Henry Briggs.
Gunter erfand verschiedene Instrumente, die auch unter seinem Namen Verbreitung fanden, und veröffentlichte darüber. Beispielsweise entwarf er eine Kette für die Landvermessung (Gunter’s Chain genannt, 22 Yards lang mit einer Einteilung in 100 Teile) und einen astronomischen Quadranten. Ein Buch über Navigation erschien 1623. Sein Buch über seinen Proportionalzirkel (Sector) erschien 1606 in Latein (wie er im Vorwort der späteren englischen Ausgabe schrieb); die englische Ausgabe, in der er auch verschiedene andere seiner Instrumente beschrieb (wie seinen Vorläufer des Rechenschiebers), erschien erst 1624. Seine Bücher fanden weite Verbreitung.
Gunter erfand zwischen 1620 und 1624 einen Vorläufer des Rechenschiebers, ein so genanntes „Logarithmenlineal“. Seine logarithmischen Maßstäbe wurden auf verschiedene Geräte aufgelegt und fanden als Gunter’s Line oder in der Seefahrt Gunter’s Scale (oder einfach Gunter) Verbreitung. Sie hatten auf einer Seite eine lineare Einteilung, auf der anderen eine logarithmische. Durch Aneinanderlegen in der Art des Rechenschiebers konnten damit trigonometrische Berechnungen für die Navigation ausgeführt werden.
In seinem Canon Triangularum veröffentlichte er 1620 Tafeln von Logarithmen von Sinus- und Tangens-Funktionen (für jeden Grad und jede Minute) mit einer Genauigkeit von 7 Dezimalstellen. In späteren Auflagen fügte er die Werte der Logarithmen der Zahlen von 1 bis 1000 nach Briggs Arithmetica Logarithmica hinzu.
Er führte die Begriffe Co-sine (für Kosinus) und Co-tangent (für Kotangens) ein. Auf seinen Skalen (aber nicht in seinen Büchern) benutzte er „sin“ für Sinus und „tan“ für Tangens. Über die Frage, wer diese Abkürzungen zuerst einführte, gibt es verschiedene Ansichten (sie werden auch Albert Girard zugeschrieben).
Möglicherweise entdeckte er auch als Erster zwischen 1620 und 1624, dass die Deklination der Magnetnadel zeitlich variiert. Für König Jakob I. veröffentlichte er 1624 eine Beschreibung der Sonnenuhren in den königlichen Gärten von Whitehall.

## Ehrungen
Ihm zu Ehren trägt seit 1962 der Mount Gunter in der Antarktis seinen Namen.

## Schriften (Auswahl)
- Canon Triangolorum, or Table of Artificial Sines and Tangents. 1620.
- Description and Use of the Sector, the Crosse-staffe and other Instruments. London 1624 (Digitalisat).
- New Projection of the Sphere. 1623.